# قناة زارو
قناة زارو (بالكردية: زارۆ تيڤى)‏ هي قناة تلفزيونية كردية متخصصة للأطفال. وهي مملوكة لحكومة إقليم كردستان العراق، تأسست في عام 2013.